# Elwood (Indiana)
Elwood è una città degli Stati Uniti d'America, situata nello Stato dell'Indiana, nella contea di Madison e in parte nella contea di Tipton. Si trova pochi chilometri a nord-ovest di Anderson.
Qui nacque il politico (candidato alla presidenza) Wendell Willkie.